# Goodenia stephensoni
Goodenia stephensoni är en tvåhjärtbladig växtart som beskrevs av Ferdinand von Mueller. Goodenia stephensoni ingår i släktet Goodenia och familjen Goodeniaceae. Inga underarter finns listade i Catalogue of Life.